# Petro Nakoneczny
Petro Nakoneczny (ukr. Петро Наконечний, ur. 1982 w Odessie) − ukraiński zawodnik boksu tajskiego i profesjonalny kick-boxer występujący w wadze średniej.  
W formacie K-1 zadebiutował na gali K-1 East Europe MAX 2006 w marcu 2006 r. na Litwie, gdzie pokonał Białorusina Wasilija Szisza. W listopadzie 2006 r. wygrał 8-osobowy turniej Grand Prix na gali K-1 MAX Ukraine 2006. W 2008 r. zwyciężył w turnieju Grand Prix podczas gali K-1 Europe MAX 2008 Grand Prix, która odbyła się w Polsce, pokonując w finale decyzją sędziów Michała Głogowskiego. Jest również kilkukrotnym medalistą mistrzostw świata w boksie tajskim Międzynarodowej Federacji Muaythai Amatorskiego (International Federation of Muaythai Amateur; IFMA). 

## Osiągnięcia
- 2009: Mistrzostwa Świata IFMA w Boksie Tajskim −  (-71 kg, klasa A)
- 2008: Busan TAFISA World Games IFMA Amateur Muay Thai –  (-71 kg)
- 2008: Zwycięzca turnieju K-1 Europe MAX 2008 Grand Prix
- 2007: Mistrzostwa Świata IFMA w Boksie Tajskim −  (-75 kg)
- 2007: Mistrz Ukrainy w boksie tajskim  (-75 kg)
- 2006: Zwycięzca turnieju K-1 MAX Ukraine 2006
- 2005: Mistrz Ukrainy w boksie tajskim (-71 kg)
- 2004: Mistrzostwa Świata IFMA w Boksie Tajskim −  (-71 kg)
- 2003: Mistrzostwa Świata IFMA w Boksie Tajskim −  (-67 kg)